# Unión de Centristas
La Unión de Centristas (en griego: Ένωση Κεντρώων, Enosi Kentroon, abreviado EK) es un partido político griego. El líder y fundador del partido es Vassilis Leventis. 

## Historia
El partido fue fundado por Vassilis Leventis en 1992 bajo el nombre de Unión de Centristas y Ecologistas (en griego: Ένωση Κεντρώων και Οικολόγων). El nombre fue cambiado poco después. El partido pretende convertirse en "la continuidad política de la expresión centrista en Grecia" e ideolológicamente se define como venizelista, adhiriéndose al legado político de Eleftherios Venizelos y Yorgos Papandréu.

## Resultados electorales
Hasta 2015 la EK fue un partido marginal, sin tener representación en ningún nivel. Sin embargo, en las elecciones parlamentarias de septiembre de 2015 el partido pudo  superar por primera vez el 3% requerido para la representación en el Consejo de los Helenos. En noviembre de 2016, el diputado Georgios-Dimitrios Karras dejó el partido, disminuyendo la representación del mismo de 9 a 8 escaños. En junio de 2017, la diputada Theodora Megalooikonomou dejó el partido, disminuyendo su representación a 7 escaños. En abril de 2018 el diputado George Katsantonis dejó el partido y la representación de este se encogió a 6 escaños. En septiembre, el diputado Arístides Fokas dejó la colectividad.
En las elecciones parlamentarias de 2019, el partido perdió su representación.
| 1993               | Legislativas       | 15,942  | 0.23 | - |
| 1994               | Parlamento Europeo | 77,951  | 1.19 | - |
| 1996               | Legislativas       | 48,677  | 0.72 | - |
| 1999               | Parlamento Europeo | 52,512  | 0.82 | - |
| 2000               | Legislativas       | 23,228  | 0.34 | - |
| 2004               | Legislativas       | 19,531  | 0.26 | - |
| 2004               | Parlamento Europeo | 34,511  | 0.56 | - |
| 2007               | Legislativas       | 20,822  | 0.29 | - |
| 2009               | Parlamento Europeo | 19,660  | 0.38 | - |
| 2009               | Legislativas       | 18,278  | 0.27 | - |
| Mayo de 2012       | Legislativas       | 38,376  | 0.61 | - |
| Junio de 2012      | Legislativas       | 17,191  | 0.28 | - |
| 2014               | Parlamento Europeo | 36,879  | 0.65 | - |
| Enero de 2015      | Legislativas       | 110,827 | 1.79 | - |
| Septiembre de 2015 | Legislativas       | 186,457 | 3.43 | 9 |
| 2019               | Parlamento Europeo | 82,075  | 1.45 | - |
| 2019               | Legislativas       | 70,161  | 1.24 | - |